# سيرجيو مارتينو
سيرجيو مارتينو (بالإيطالية: Sergio Martino)‏ هو كاتب سيناريو ومنتج أفلام ومخرج إيطالي، ولد في 19 يوليو 1938 في روما في إيطاليا.

## وصلات خارجية
- سيرجيو مارتينو على موقع IMDb (الإنجليزية)
- سيرجيو مارتينو على موقع ألو سيني (الفرنسية)
- سيرجيو مارتينو على موقع أول موفي (الإنجليزية)
- سيرجيو مارتينو على موقع قاعدة بيانات الأفلام السويدية (السويدية)
- سيرجيو مارتينو على موقع قاعدة بيانات الفيلم (الإنجليزية)
- سيرجيو مارتينو على موقع كينوبويسك (الروسية)